# Cernuella hydruntina
Cernuella hydruntina is een slakkensoort uit de familie van de Hygromiidae. De wetenschappelijke naam van de soort is voor het eerst geldig gepubliceerd in 1884 door Kobelt.